# Phare de Monte Orlando
Le phare de Monte Orlando (en italien : Faro di Monte Orlando) ou phare de Gaète est un phare actif situé sur Monte Orlando faisant partie du territoire de la commune de Gaète (Province de Latina), dans la région du Latium en Italie. Il est géré par la Marina Militare de Naples.

## Histoire
Le premier feu, mis en service en 1854, se trouvait sur la tour du Couvent Sainte Catherine de Gaète (it). La deuxième lumière, construite en 1888, était une tour de 26 m. Ces deux feux étaient beaucoup trop bas sur la pente pour être efficace.
Le phare actuel, construit en 1954, se trouve sur le Mont Orlando, près du mausolée de Lucius Munatius Plancus dans le Parc régional urbain du Mont Orlando (it). Il est entièrement automatisé et alimenté par le réseau électrique .

## Description
Le phare  est une tour cylindrique en maçonnerie de 14 m de haut, avec galerie et lanterne. La tour est blanche et le dôme de la lanterne est gris métallique. Il émet, à une hauteur focale de 185 m, trois brefs éclats blancs de 0,2 seconde sur une période de 15 secondes. Sa portée est de 23 milles nautiques (environ 43 km) pour le feu principal et 18 milles nautiques (environ 33 km) pour le feu de veille.
Identifiant : ARLHS : ITA-105 ; EF-2315 - Amirauté : E1558 - NGA : 9264 .

## Caractéristiques dufeu maritime
Fréquence : 15 secondes (W-W-W)
- Lumière : 0,2 seconde
- Obscurité : 2,8 secondes
- Lumière : 0,2 seconde
- Obscurité : 2,8 secondes
- Lumière : 0,2 seconde
- Obscurité : 8,8 secondes

### Lien connexe
- Liste des phares de l'Italie